# Lange Wapper (reus)

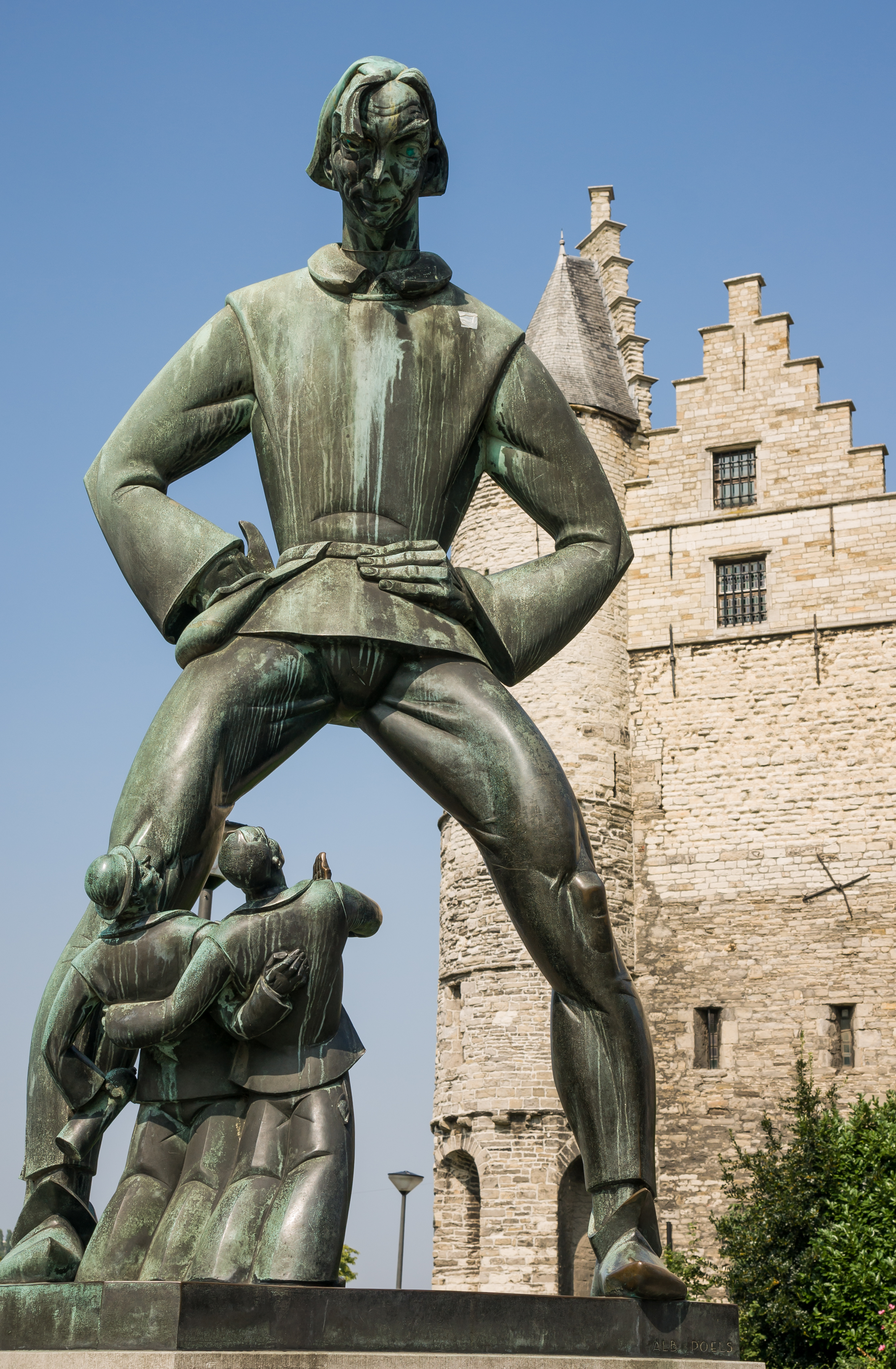
Standbeeld Lange Wapper voor kasteel Het Steen (Antwerpen)

Lange Wapper is een reus uit de Antwerpse folklore.

## Uiterlijk en karakter
Lange Wapper wordt dikwijls lang en dun voorgesteld. In strips en cartoons wordt zijn baardeloze kin vaak erg geaccentueerd.
De kwelgeest komt 's nachts tevoorschijn en achtervolgt de dronkaards. Eerst als een klein mannetje, maar hij kan zichzelf steeds groter en groter maken, tot hij boven de huizen uitsteekt. Als de dronkaard, hijgend en zwetend, thuiskomt kijkt Wapper door het raam naar binnen.
Soms vermomt hij zich als een klein kind om moedermelk te kunnen drinken. Als een moeder dit kind meeneemt om te verzorgen en in een wiegje te stoppen, laat Lange Wapper zichzelf zo groot groeien dat hij niet meer in de kamer past.

## Sagen
Lange Wapper nam, samen met vele andere demonen en kwelgeesten, oorspronkelijk zijn intrek in een bosje lindebomen ter hoogte van het huidige Vleminckveld. Tot alle duivels daar verdreven werden met een processie. Waarna Wapper zich dieper in Antwerpen vestigde, nabij het water.
In Hoboken zou hij ooit de mast van een schip hebben vastgegrepen en de paal met zeil in de lucht gegooid hebben.
In Antwerpen kent men volgende sage:
In de buurt van de Groenplaats woonde eens een juffer die vier vrijers had. Op een avond liet ze ze na elkaar op bezoek komen. Maar ze kwamen bij Lange Wapper, die haar gedaante had aangenomen. De eerste moest bewijzen dat hij van haar hield door twee uur op het grote kruis op het kerkhof te gaan zitten. De tweede moest twee uur in een kist onder het kruis gaan liggen. De derde moest op de doodskist kloppen en wachten tot ze hem kwam halen. De vierde moest met een lange ketting rond het kruis lopen. Toen hij dat deed vond hij drie doden. De eerste vrijer viel van schrik dood van het kruis, toen de tweede in de kist kroop. De tweede stierf van angst toen de derde op de kist klopte en de derde stierf toen hij het geluid van de ketting hoorde en dacht dat de duivel hem kwam halen. De vierde vrijer werd gek, sprong in de Schelde en verdronk.
Een andere sage die met Lange Wapper is verbonden, verklaart waarom er zo veel Mariabeelden op de gevels van de huizen in de binnenstad staan:
De Antwerpenaars, die Lange Wapper omwille van zijn pesterijen dus liever kwijt dan rijk waren, ontdekten dat Lange Wapper de beeltenis van Maria niet kon verdragen. Ze plaatsten daarom op de gevels van de huizen Mariabeeldjes. De beeldjes deden Lange Wapper steeds verder uit de binnenstad vluchten, waardoor hij uiteindelijk in de Schelde viel en verdronk.

## Woonplaats
Lange Wapper wordt vooral met Antwerpen geassocieerd, maar ook in Blankenberge, Bevel, Kessel, Nijlen en Wilrijk bestaan er sagen over hem.
Zijn grootte maakt het voor hem gemakkelijk zich snel van de ene plek naar de andere te verplaatsen.

## In de volkscultuur
- Het grote dubbeldeks brugproject dat in de stad op de rechteroever gepland was om de R1 te sluiten, is naar de reus genoemd, zie Lange Wapperbrug.
- Het Rubenshuis in Antwerpen bevindt zich aan het plein Wapper dat naar de schilder Gustave Wappers is genoemd en niets te maken heeft met de sage (dit plein ontstond in 1977 toen tussen de Wappersstraat en de Rubensstraat een huizenblok gesloopt werd).
- Aan de ingang van Het Steen staat sinds 1962 een standbeeld van de reus, gemaakt door Albert Poels.
- Lange Wapper komt voor als personage in de Suske en Wiske-albums De zwarte madam, Amoris van Amoras, De stuivende stad, De verdwenen verteller,  'Het gewiste Wiske en De anonieme alchemist. In de reeks vormt hij een duo met Kludde.
- De Catalaanse stripreeks "En Massagran", geschreven door Josep Maria Folch i Torres (Catalaans schrijver) en getekend door J.M. Madorell, werd tussen 1984 en 1986 in het Nederlands vertaald als "De Nieuwe Avonturen van Lange Wapper". Er verschenen vier albums rond het personage, alle uitgegeven door Uitgeverij Het Volk.
- Jaarlijks reikt de vereniging Lange Wapper de Wakkere Wapper-prijs uit aan een Antwerpse handelszaak met een originele Nederlandstalige naam.
- Lange Wapper is de naam van een studentenclub te Leuven, met leden uit Antwerpen en de Voorkempen. Zie Lange Wapper (studentenclub).
- Hij werd bezongen door de Antwerpse volkszanger Wannes Van de Velde in het "Lied van de Lange Wapper" (1966) dat ook kritiek bevat op het in 1963 opgerichte standbeeld aan Het Steen.
- Lange Wapper is tevens een dansvereniging uit Antwerpen, waarvan de traditionele zwaarddans wordt opgevoerd tijdens half-vasten op de Handschoenmarkt en de Grote Markt.
- De FOS Lange Wapper (Antwerpen-Linkeroever) is de oudste zeeverkenners-groep in België.
- Een baggerschip van DEME is vernoemd naar Lange Wapper.
- Er is een poesjenellentheater in Antwerpen naar hem vernoemd: "de Poesje van de Lange Wapper".
- In 1984 verscheen het Nederlandse jeugdboek Kleine Sofie en Lange Wapper van de schrijfster Els Pelgrom, met tekeningen van Thé Tjong-Khing. Het boek gaat echter niet over de Antwerpse reus, maar over een van de knuffeldieren van hoofdpersoon Sofie die ze Lange Wapper had genoemd.
- In een gedicht van Hendrik Conscience noemt hij Lange Wapper als vader van de Borgerhoutse Reuskens.